# Västanfors
För andra betydelser, se Västanfors (olika betydelser).
Västanfors är en stadsdel i tätorten Fagersta i Fagersta kommun och en kyrkby i Västanfors socken. Det är en tidigare bruksort med flera hyttområden och många gruvhål som minner om den tidigare bergsdriften. Här finns bland annat Västanfors kyrka och järnvägsstationen Fagersta C.

## Historik
Vid Kolbäcksån etablerade sig redan på sena medeltiden bergmansbyn Aspbenning (Aspebøning) på sjön Stora Aspens norra strand, vilken är ursprunget till dagens Västanfors. På 1300-talet och långt inpå 1400-talet ägdes området med dåvarande byn Fors av riddaren Nils Bosson av Natt och Dag-släkten. Västanfors bruk med herrgård anlades 1611 på den västra stranden (Väster om forsen, därav namnet). Socknen kom till 1642 och fick sitt namn efter Västanfors herrgård. Sedan 1600-talet har brukspatroner med anknytning till Västanfors hytta bott och verkat här. Hyttan revs i slutet av 1920-talet och då flyttades verksamheten till Fagersta Bruk. Västanfors ingick mellan 25 november 1927 och 1944 i Västanfors municipalsamhälle i Västanfors landskommun, vilken 1944 tillsammans med municipalsamhället ombildades till Fagersta stad.

## Idrott
Idrottsföreningen Västanfors IF har starka band till bandy, med 32 säsonger i högsta serien
och ett svenskt mästerskap 1954. Laget håller till på idrottsplatsen Västanfors IP.

## Kända personer
Manusförfattaren och skådespelaren Rune Lindström föddes år 1916 i Västanfors. Hans minne hedras i Rune Lindström-museet. Även författaren Lennart Hellsing är född i Västanfors.

## Bildgalleri

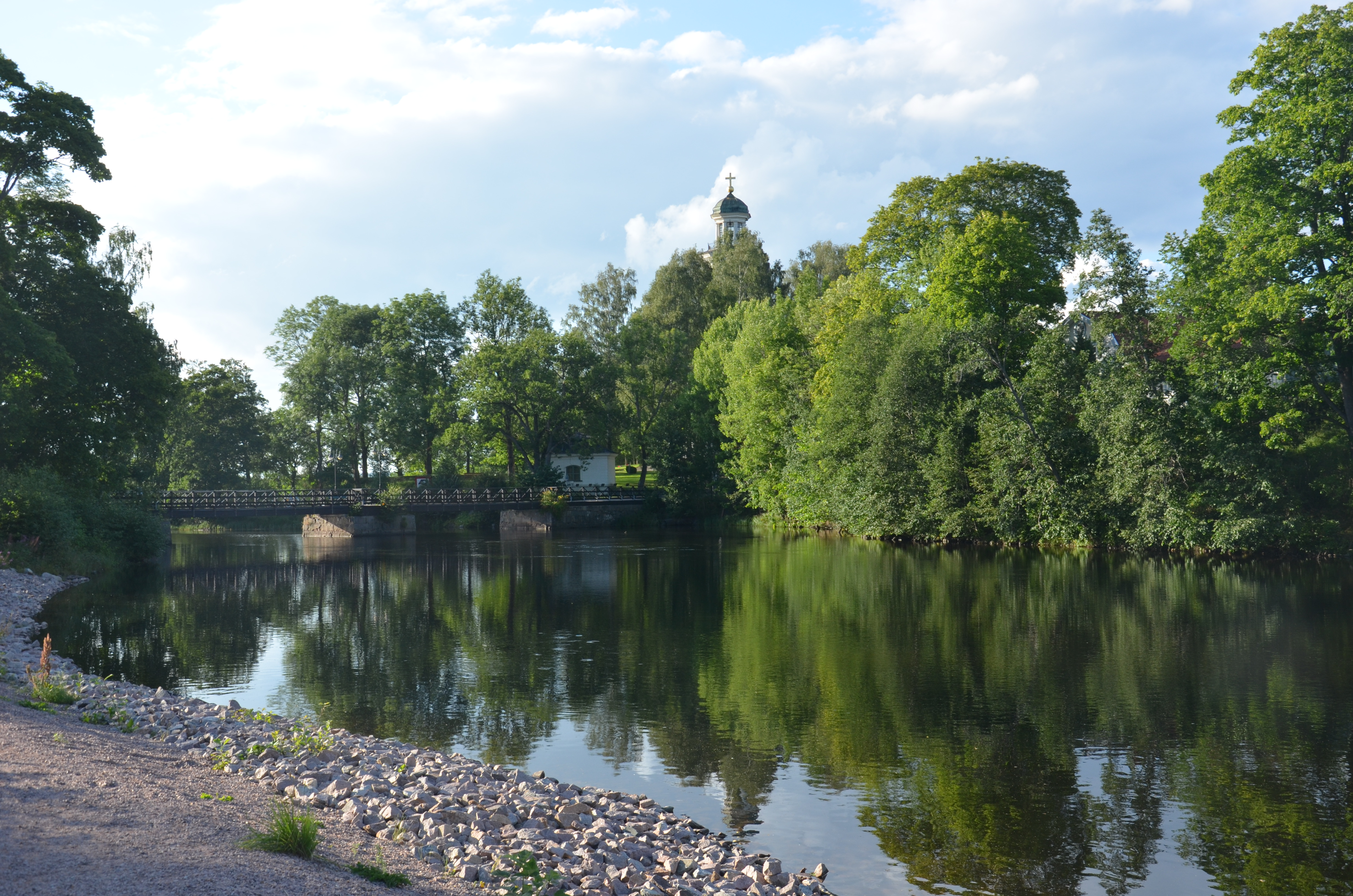
Västanfors kraftverksdamm med Västanfors kyrka.
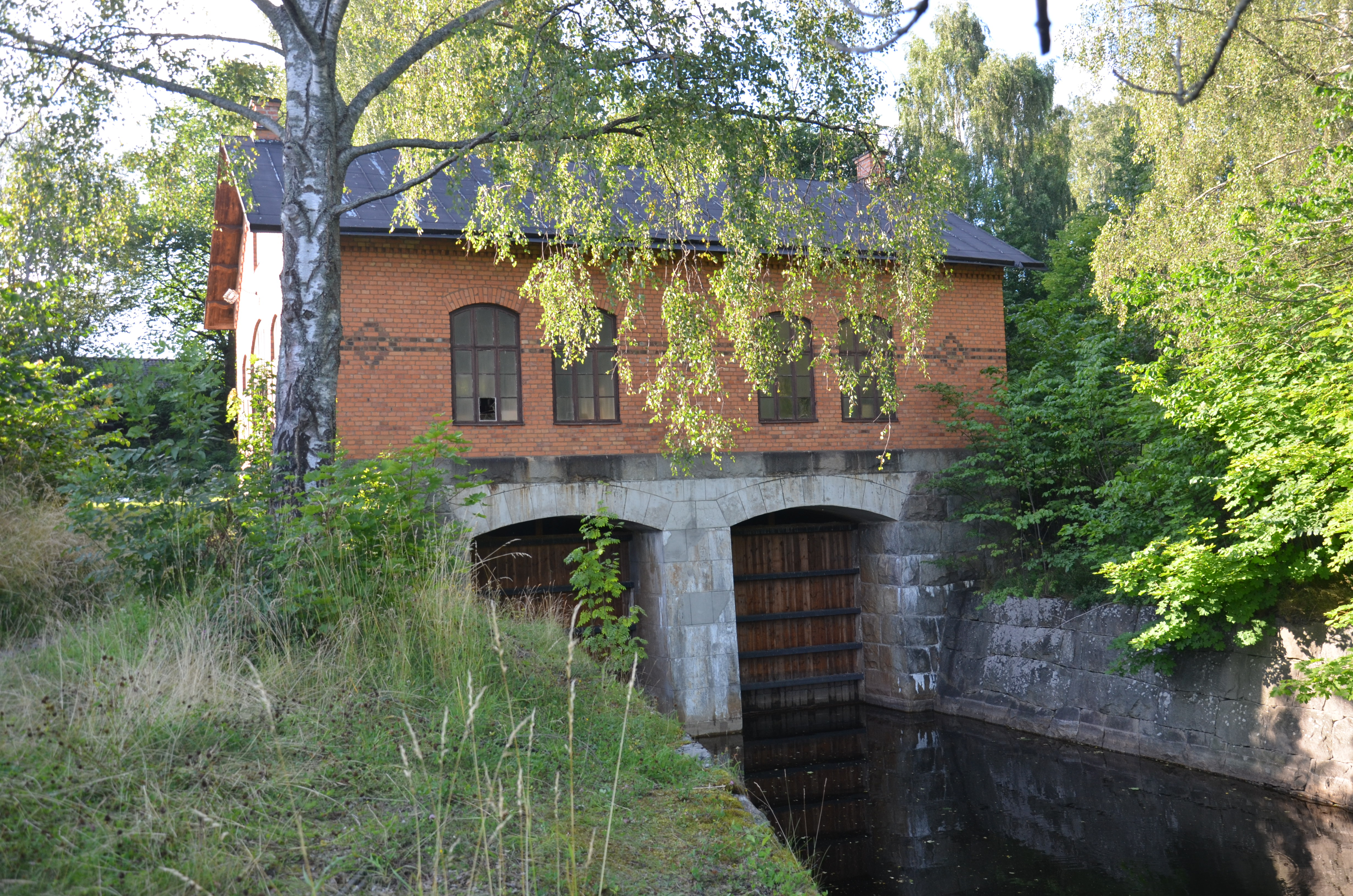
Västanfors gamla kraftstation.
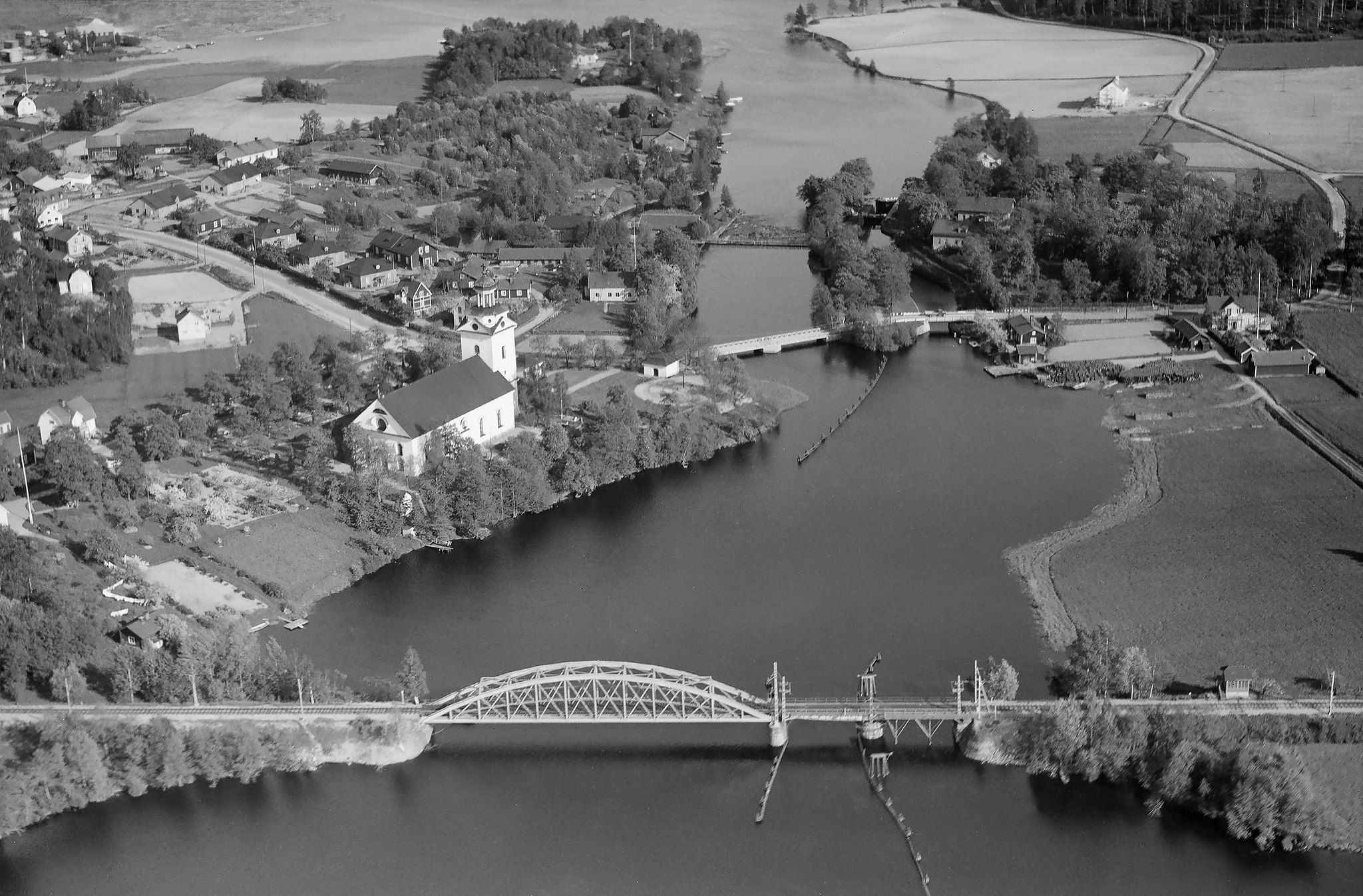
Flygfoto över Västanfors och Västanfors kyrka.
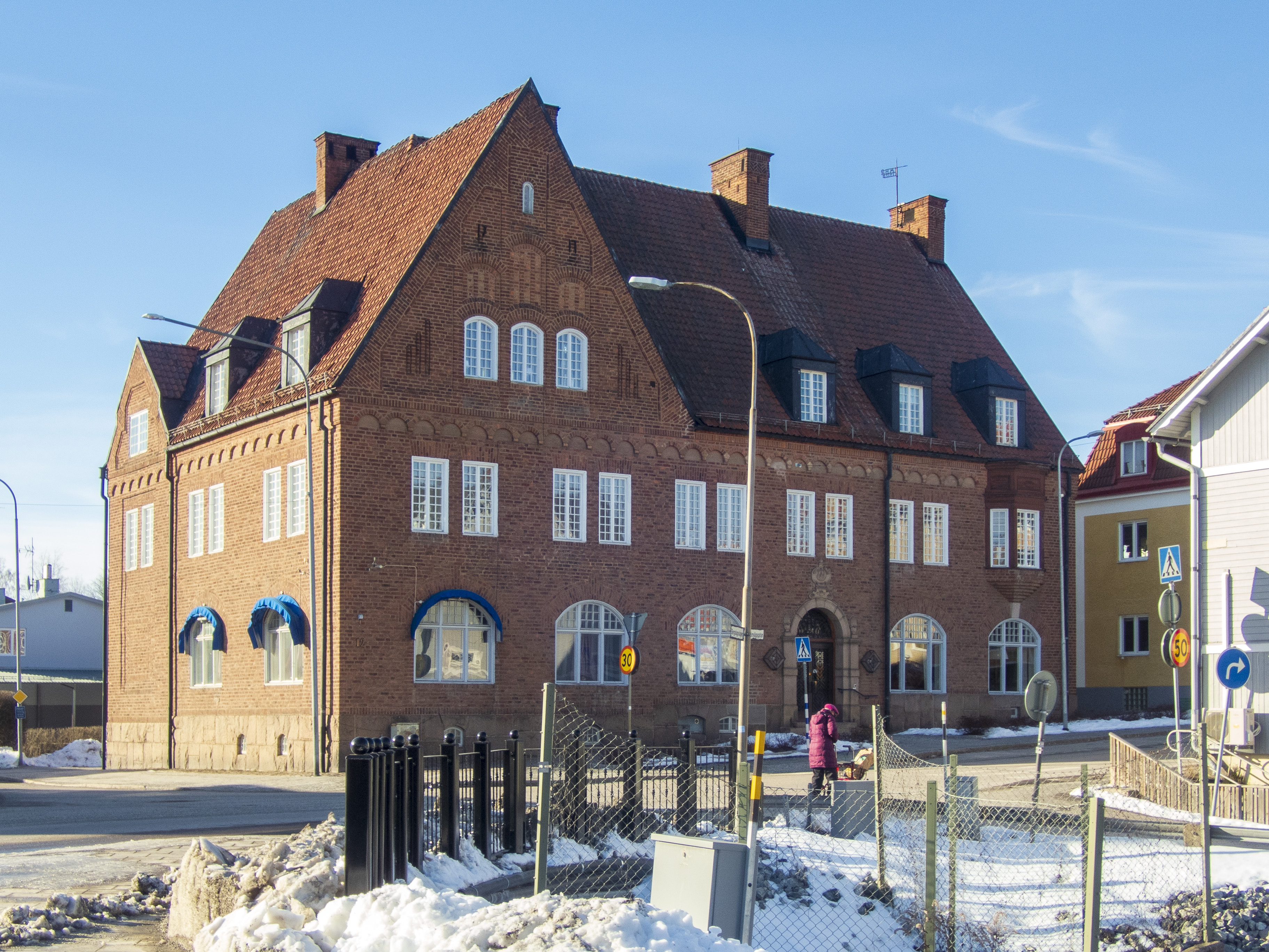
Mälarbankens byggnad från 1917.